# Defiance, Missouri
Defiance är en så kallad census-designated place i Saint Charles County i Missouri. Vid 2020 års folkräkning hade Defiance 159 invånare.